# Gady (Dywity)
Gady (deutsch Jadden) ist ein Ort in der polnischen Woiwodschaft Ermland-Masuren. Er gehört zur Landgemeinde Dywity (deutsch Diwitten) im Powiat Olsztyński (Kreis Allenstein).

## Geographische Lage
Gady liegt im Westen der Woiwodschaft Ermland-Masuren, 13 Kilometer nordöstlich der Kreis- und Woiwodschaftshauptstadt Olsztyn (Allenstein).

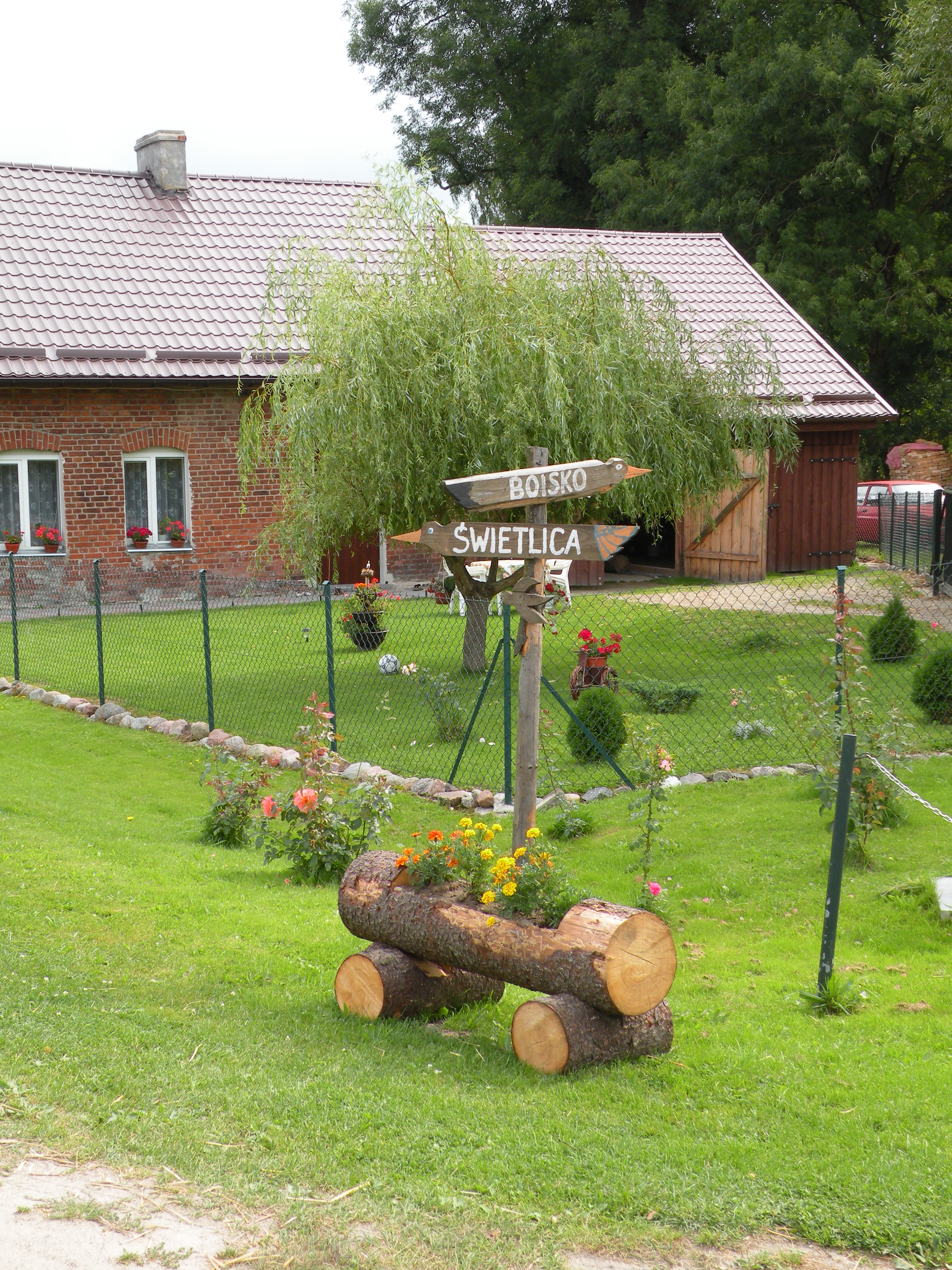
Landwirtschaftliches Anwesen in Gady

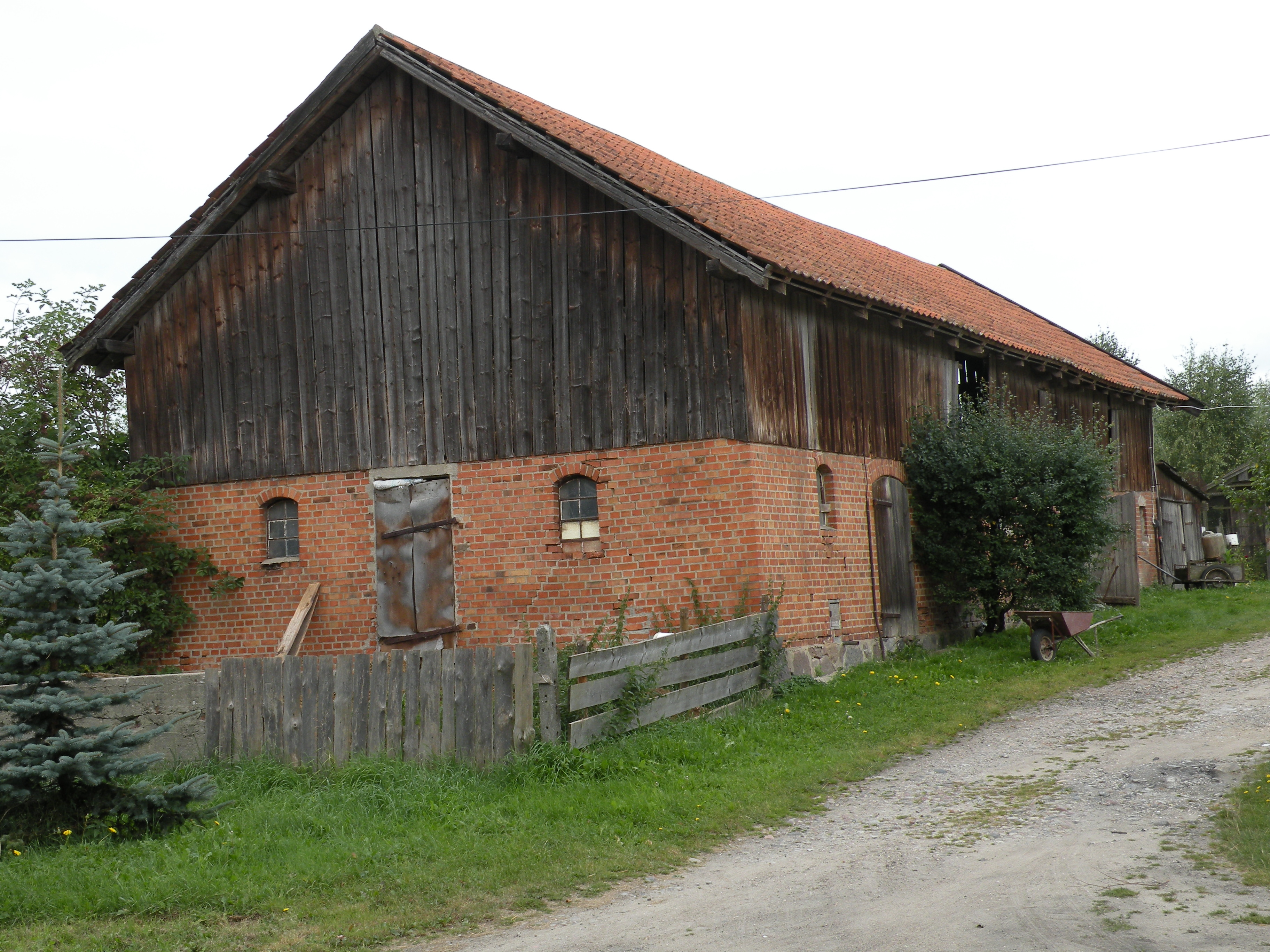
Landwirtschaftliches Gebäude

## Geschichte
Im Jahre 1369 wurde das Dorf Hoenveltcz, später Gedden genannt, gegründet: am 13. Juli 1369 gründete es der Pruße Gedethen nach Kulmer Recht. Am 13. Januar 1598 erfolgte seitens des Bischofs die Erneuerung der Handfeste an Preterea Bandes und seinen Söhnen.
1785 wurde das königliche Dorf im Amt Wartenburg im Kreis Heilsberg mit 35 Feuerstellen erwähnt, 1820 als Bauerndorf mit 41 Feuerstellen bei 174 Einwohnern. Die Volkszählung am 3. Dezember 1861 ergab 52 Wohngebäude bei 361 Einwohnern.
Im Jahre 1874 wurde die Landgemeinde Jadden in den neu errichteten Amtsbezirk Schönau (polnisch Szynowo) im ostpreußischen Kreis Allenstein aufgenommen.
420 Einwohner waren im Jahre 1910 in Jadden gemeldet. Ihre Zahl belief sich 1933 auf 378 und 1939 auf 350.

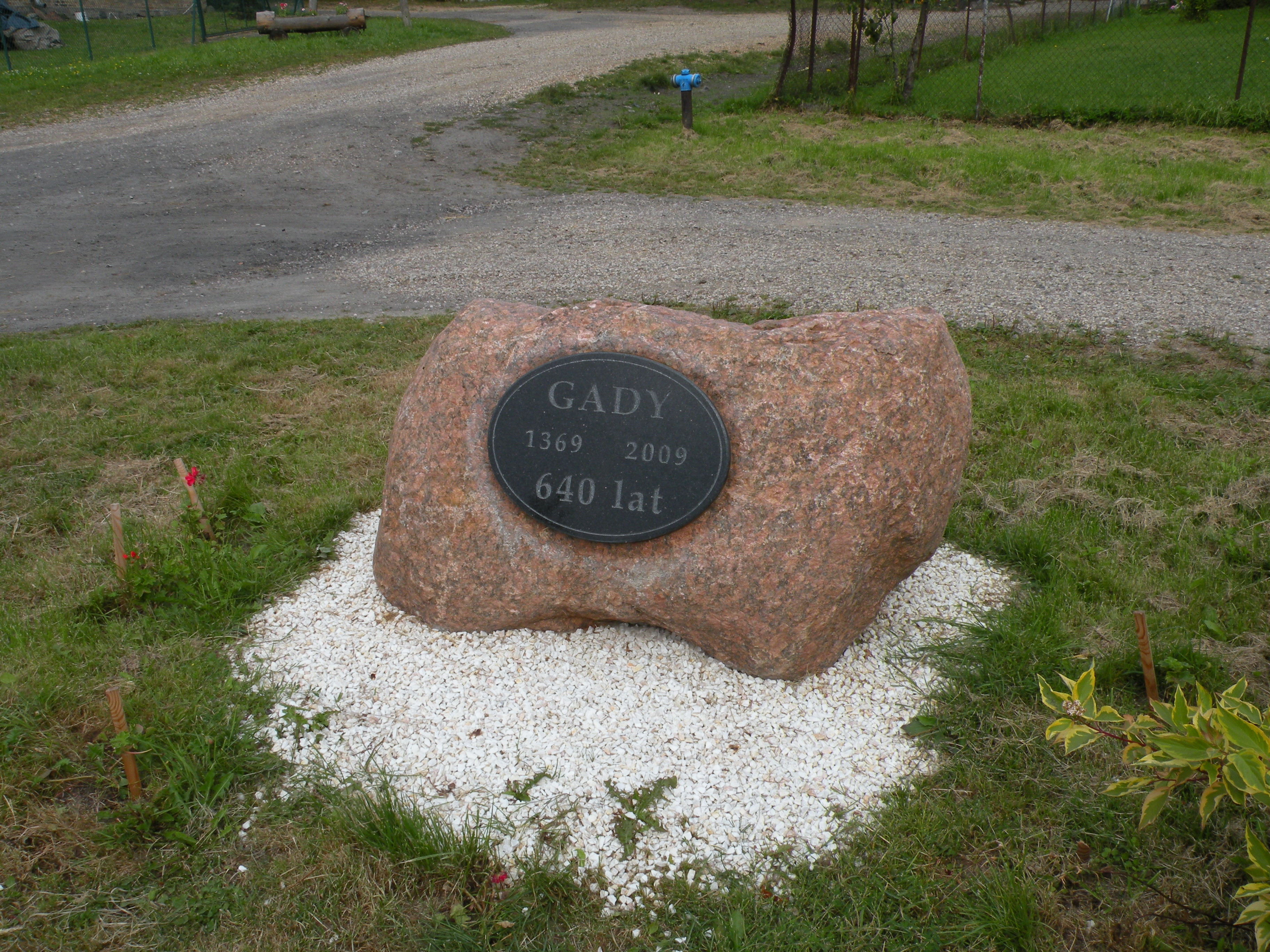
Erinnerungsstein zur 640-Jahr-Feier des Dorfes im Jahre 2009

In Kriegsfolge musste 1945 das gesamte südliche Ostpreußen an Polen abgetreten werden. Jadden erhielt die polnische Namensform „Gady“ und ist heute ein Ort innerhalb der Landgemeinde Dywity (Diwitten) im Powiat Olsztyński (Kreis Allenstein), bis 1998 der Woiwodschaft Olsztyn, seither der Woiwodschaft Ermland-Masuren zugehörig.

## Kirche
Bis 1945 war Jadden in die evangelische Kirche Wartenburg (Ostpreußen) in der Kirchenprovinz Ostpreußen der Kirche der Altpreußischen Union, außerdem in die römisch-katholische Kirche Alt Wartenburg (polnisch Barczewko) eingepfarrt.
Heute gehört Gady katholischerseits weiterhin zu Barczewko, dessen Pfarrei nun dem Erzbistum Ermland untersteht. Evangelischerseits halten sich die Einwohner zur Christus-Erlöser-Kirche Olsztyn (Allenstein) in der Diözese Masuren der Evangelisch-Augsburgischen Kirche in Polen.

## Verkehr
Gady liegt an einer Nebenstraße, die bei Łęgajny (Lengainen) von der polnischen Landesstraße 16 (einstige deutsche Reichsstraße 127) abzweigt und bis nach Dobre Miasto (Guttstadt) an der Landesstraße 51 führt. Auch von Olsztyn (Allenstein) gibt es eine Verbindungsstraße über Wadąg (Wadang) nach Gady, wo auch ein Landweg aus der Richtung von Tęguty (Tengutten) endet.
Eine Anbindung an den Bahnverkehr besteht nicht.